# Tour d'Autriche 2012
La 64e édition du Tour d’Autriche a eu lieu du 1er juillet au 8 juillet 2012 sur 8 étapes courues entre Innsbruck et Vienne pour une distance totale de 1 153,90 km. La victoire finale est revenue à Jakob Fuglsang.

## Classement général final
| \| Classement général \| Classement général \| Classement général \| Classement général \| Classement général \| \| Coureur \| Coureur \| Pays \| Équipe \| Temps \| \| ------------------ \| ------------------- \| ------------------ \| ------------------ \| ------------------ \| \| 1er \| Jakob Fuglsang \| Danemark \| RadioShack-Nissan \| 28 h 13 min 09 s \| \| 2e \| Steve Morabito \| Suisse \| BMC Racing Team \| + 1 min 24 s \| \| 3e \| Robert Vrečer \| Slovénie \| Team Vorarlberg \| + 1 min 52 s \| \| 4e \| Danilo Di Luca \| Italie \| Acqua & Sapone \| + 2 min 15 s \| \| 5e \| Aleksandr Dyachenko \| Kazakhstan \| Astana \| + 2 min 16 s \| \| 6e \| Marco Pinotti \| Italie \| BMC Racing Team \| + 2 min 41 s \| \| 7e \| Thomas Rohregger \| Autriche \| RadioShack-Nissan \| + 2 min 42 s \| \| 8e \| Marcel Wyss \| Suisse \| NetApp \| + 2 min 53 s \| \| 9e \| Petr Ignatenko \| Russie \| Katusha \| + 2 min 55 s \| \| 10e \| Sergio Pardilla \| Espagne \| Movistar Team \| + 3 min 04 s \| |                     |            |                   |                  |
| |                     |            |                   |                  |
| Source : ProCyclingStats |                     |            |                   |                  |
| Classement général |                     |            |                   |                  |
| Coureur | Coureur             | Pays       | Équipe            | Temps            |
| 1er | Jakob Fuglsang      | Danemark   | RadioShack-Nissan | 28 h 13 min 09 s |
| 2e | Steve Morabito      | Suisse     | BMC Racing Team   | + 1 min 24 s     |
| 3e | Robert Vrečer       | Slovénie   | Team Vorarlberg   | + 1 min 52 s     |
| 4e | Danilo Di Luca      | Italie     | Acqua & Sapone    | + 2 min 15 s     |
| 5e | Aleksandr Dyachenko | Kazakhstan | Astana            | + 2 min 16 s     |
| 6e | Marco Pinotti       | Italie     | BMC Racing Team   | + 2 min 41 s     |
| 7e | Thomas Rohregger    | Autriche   | RadioShack-Nissan | + 2 min 42 s     |
| 8e | Marcel Wyss         | Suisse     | NetApp            | + 2 min 53 s     |
| 9e | Petr Ignatenko      | Russie     | Katusha           | + 2 min 55 s     |
| 10e | Sergio Pardilla     | Espagne    | Movistar Team     | + 3 min 04 s     |